# Attu (Alaska)
Attu (aleutisk: Atan) er den vestligste og største ø i den amerikanske øgruppe Near Islands i Aleuterne i Alaska, samt det vestligste punkt i Alaska, USA og Amerika. 
Under anden verdenskrig var øen skueplads for slaget om Attu.  Området hvor slaget fandt sted, er et nationalt historisk mindesmærke.
Øen har været ubebobet siden 2010, hvor kystbevogtningsstationen lukkede.
Attu er omkring 56 kilometer lang og kilometer 30 bred, og har et areal på 893 km², som gør den til USA's 23.-største ø.  De nærmeste øer vest for Attu er Kommandørøerne, der tilhører Rusland og ligger 335 kilometer væk. Øen ligger næsten 1.800 kilometer fra Alaskas fastland og 7.700 kilometer fra USA's hovedstad, Washington D.C.

## Galleri
- Satellitfotografi af Attu i 2000.
- Bosættelse på øen i 1937.
- Amerikanske soldater under slaget om Attu i maj 1943.
- Japanske soldater i vinteren 1943.
- Fredsmonumentet på øen i 2007.